# Ударение в польском языке

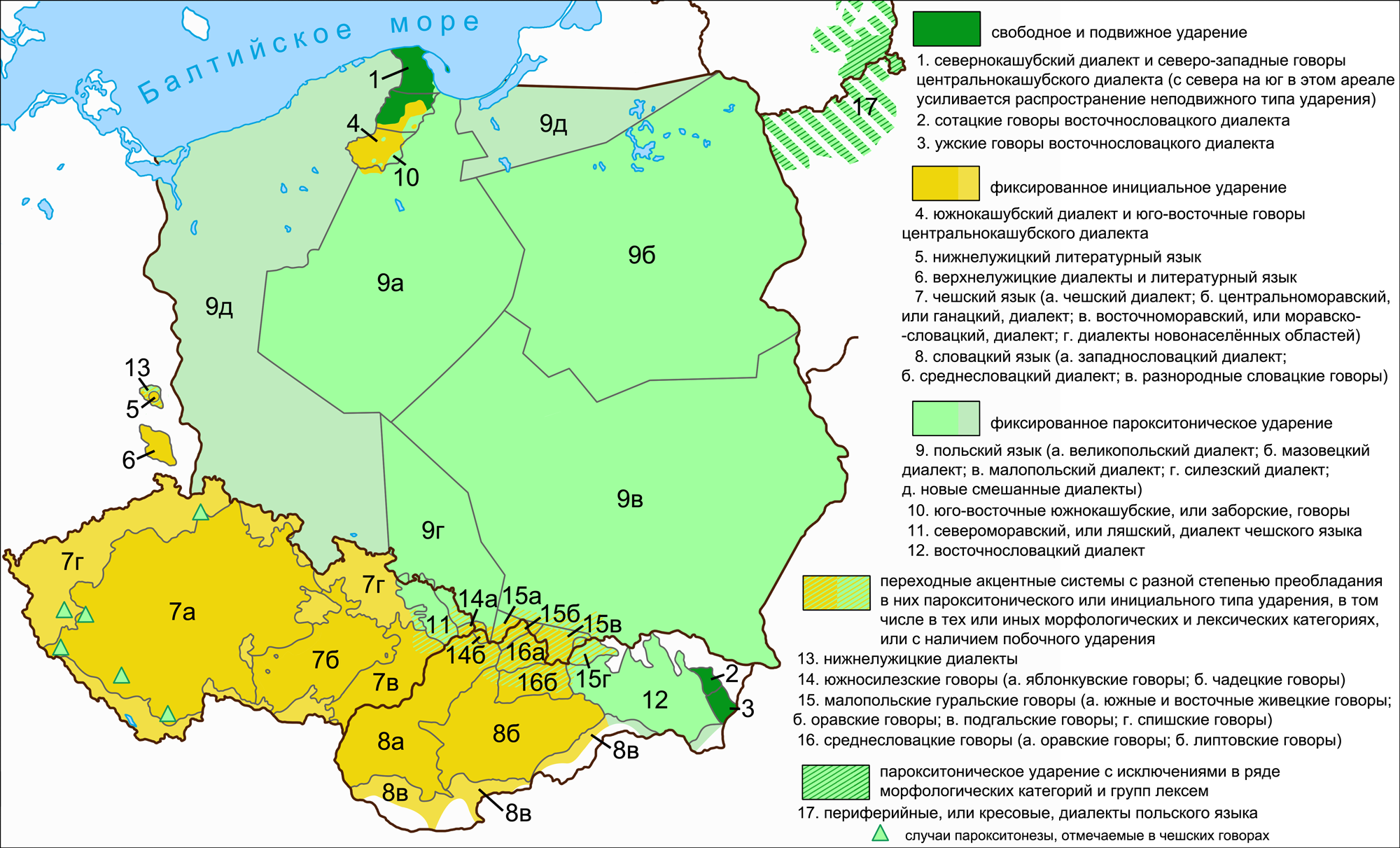
Типы ударения в польских диалектах на карте акцентных систем западнославянского ареала

Ударе́ние в по́льском языке́ (пол. akcent) — одна из основных просодических характеристик польской фонологической системы. По преобладающему фонетическому компоненту относится к динамическому (или силовому, экспираторному) типу (производится за счёт интенсивности произношения, вызываемой увеличением мускульного напряжения и усилением выдоха). Различают словесное ударение, в котором выделяется слог в слове, и фразовое ударение, в котором выделяется слово во фразе или предложении.
Ударение в польском языке по отношению к полнозначным единицам выполняет определённую делимитативную (разграничительную) функцию, отмечающую границы слов (исключая односложные слова, клитики и многосложные слова с побочным инициальным ударением). Основной же функцией является кульминативная, обеспечивающая цельность и отдельность слова при помощи выделения его просодичекого центра. Функции фонологического или грамматического различения для ударения в польском языке не характерны.

## Характеристика

### Словесное ударение
В современном польском языке словесное ударение по своей фонологической структуре является связанным фиксированным ударением. В подавляющем большинстве случаев оно падает на предпоследний слог в слове (парокситонический тип): ˈnoga «нога», ˈokno «окно», koˈbieta «женщина», słoˈneczny «солнечный», stanoˈwisko «положение», filoloˈgiczny «филологический», urzeczywistˈnienie «осуществление». По морфологической структуре ударение является подвижным, падающим на разные слоги в разных словоформах: ˈgałąź «ветка» — gaˈłązka «веточка» — rozgałęˈziony «разветвлённый». Ударение имеет каждое знаменательное слово, более одного ударного слога имеют только многосложные слова, у которых могут отмечаться главное и второстепенное ударение.
В некоторых случаях ударение в польском языке может падать на другие слоги:
- на первый слог слова (инициальное ударение); выступает в качестве второстепенного (слабого побочного) ударения в многосложных словах, особенно сильно проявляющееся в ораторской речи и при эмфазе: ˌjęzykozˈnawstwo «языкознание, лингвистика», ˌekonoˈmiczny «экономический», ˌpoliˈtyczny «политический»[8][9][6];

- на четвёртый слог от конца слога; характерно для таких грамматических форм, как формы глаголов 1-го и 2-го лица множественного числа сослагательного наклонения: napiˈsalibyśmy/napiˈsałybyśmy «(мы) написали бы», ˈznieślibyście/ˈzniosłybyście «(вы) снесли бы», ˈbylibyśmy/ˈbyłybyśmy «(мы) были бы»[8][6];

- на третий слог от конца слога (пропарокситонический тип):
  - в формах глаголов 1-го и 2-го лица множественного числа прошедшего времени изъявительного наклонения, заканчивающихся на -śmy, -ście: choˈdziliśmy/choˈdziłyśmy «(мы) ходили», pracoˈwaliście/pracoˈwałyście «(вы) работали», ˈbyliśmy/ˈbyłyśmy «(мы) были»[4][8][10];
  - в формах глаголов 1-го, 2-го и 3-го лица единственного числа, а также и 3-го лица множественного числа прошедшего времени сослагательного наклонения: choˈdziłabym «(я) ходила бы», choˈdziłabyś «(ты) ходила бы», choˈdziłaby «(она) ходила бы», nauˈczyliby/nauˈczyłyby «(они) научили бы»[4][10];
  - в сложных формах имён числительных, заканчивающихся на -sta, -set, -kroć (исключая формы творительного падежа): ˈczterysta «четыреста», ˈczterystu «четыреста, четырёхсот и т. д.» (но czteryˈstoma «четырьмястами»), ˈsześciuset «шестьсот, шестисот и т. д.», ˈsiedemset «семьсот», ˈsiedmiuset «семьсот, семисот и т. д.», ˈosiemkroć «(в) восемь раз» ˈkilkaset «несколько сот»[11][12];
  - в сочетаниях союзов с подвижными личными окончаниями глаголов (-śmy, -ście) или с частицами при глаголах сослагательного наклонения: ˈabyśmy «чтобы, лишь бы мы (нам)», ˈżebyście «чтобы, если бы вы (вам)», jeˈżeliby «если бы (же)», ˈjeśliby «если бы», poˈnieważby «потому что, так как, ибо»[12];
  - в словах преимущественно иностранного происхождения, заканчивающихся на -ika/-yka, -ik/-yk в форме именительного падежа, которые заимствованы из латыни или при её посредстве из греческого языка: mateˈmatyka «математика», graˈmatyka «грамматика», ˈmuzyka «музыка», ˈlogika «логика», ˈpanika «паника», ˈtechnika «техника», ˈfabryka «фабрика, завод»; если косвенная падежная форма имеет больше или меньше слогов, чем форма именительного падежа, то в таком случае ударение в ней падает на предпоследний слог: gaˈlaktyka «галактика», но galaktyˈkami «галактиками», gaˈlaktyk «галактик»[4][8][10];
  - в наименованиях лиц мужского рода, названия профессий которых образованы от слов на -ik/-yk в формах родительного падежа или же в формах с тем же самым числом слогов, что и в форме родительного падежа: cyberˈnetykiem «кибернетиком», но cyberˈnetyk «кибернетик», cybernetyˈkami «кибернетиками», teoˈretyka «теоретика», teoˈretykom «теоретикам», но teoˈretyk «теоретик», hisˈtoryka «историка», но hisˈtoryk «историк», hisˈtoryka «историка», но hisˈtoryk «историк», ˈmuzyka «музыканта», но ˈmuzyk «музыкант»[1][7][4];
  - в отдельных именах существительных в основном иностранного происхождения: ˈkomitet «комитет», ˈmaksimum «максимум», ˈminimum «минимум», ˈprezydent «президент», ˈopera «опера», ˈstatua «статуя», rzeczposˈpolita «республика», uniˈwersytet «университет», ˈszczegóły «подробности», ˈokolica «окрестность», ˈocean «океан», ˈw ogóle «вообще»[1][12];

- на первый слог от конца слога (окситонический тип):
  - в буквенных аббревиатурах: ONZ (произносится o-en-ˈzet), Organizacja Narodów Zjednoczonych «Организация Объединённых Наций», PGR (произносится pe-gie-ˈer), Państwowe gospodarstwo rolne «Государственное сельское хозяйство (совхоз)», PKS (произносится pe-ka-ˈes), Państwowa Komunikacja Samochodowa «Польское государственное автотранспортное предприятие[пол.]»[13][~ 2][6];
  - в слоговых аббревиатурах (акронимах): Pafaˈwag, Państwowa Fabryka Wagonów «Пафаваг (Государственный вагонный завод)[пол.]»[12];
  - в некоторых буквенно-звуковых аббревиатурах: SGPiS (произносится esgieˈpis), Szkoła Główna Planowania i Statystyki «Варшавская школа экономики»[12];
  - в словах в один слог, к которым примыкают приставки типа arcy- «архи-», eks- «-экс», wice- «-вице»: arcyˈmistrz «выдающийся мастер», eksˈmąż «бывший муж», wiceˈkról «вице-король»[12][6].

В заимствованиях, которые фонетически до конца не адаптированы в польском языке, ударение падает на тот же слог, что и в языке-источнике: foyer (произносится fłaˈje) «фойе», tournée (произносится turˈne) «турне», vinaigrette (произносится wineˈgret) «винегрет».

### Ударение в фонетическом слове
Наряду с обязательно ударными словами, называемыми ортотоническими, в польском языке имеются всегда безударные слова — клитики, к которым относят частицы, предлоги, краткие местоименные формы, подвижные личные окончания. Клитики вместе с примыкающими к нему полнозначными словами образуют единое фонетическое слово с одним ударным слогом. В польском языке безударные клитики могут находиться как перед полнозначным словом (проклитики), так и за ним (энклитики). В ряде случаев отрицательная частица nie и предлоги, находящиеся в позиции перед односложными словами, могут «перетягивать» ударение на себя.
К безударным проклитикам относятся:
- отрицательная частица nie с глаголами, имеющими два и более слогов: nie poˈmagaj «не помогай», nie przyˈchodzą «не приходят», nie zapomˈnimy «не забываем», nie czytaj «не читай», но ˈnie wiem «не знаю»;
- предлоги, состоящие из одного слога: do ˈsądu «в суд», na podoˈbieństwo «наподобие», ku przyˈszłości «к будущему», nad ˈmorze «на море», но ˈmiędzy ˈludźmi «среди людей».

К безударным энклитикам относятся:
- односложные, в том числе краткие (энклитические) формы личных местоимений (ci «тебе», go «его», ją «её», mu «ему», was «вас»), возвратная частица się и частицы -no, -bym -byś и т. п., выступающие в позиции после глаголов: przeˈczytam ci «прочитываю тебе», ˈkocham go «(я) люблю его», odˈprowadź ją «проводи её», ˈurządziłbym się «(он) устроился бы», ˈzwrócić się «обратиться», ˈczytaj no! «читай же!».

В следующих случаях частицы и предлоги находятся под ударением (частицы и предлоги образуют при этом с именами существительными, местоимениями, глаголами одно слово с парокситоническим ударением):
- с отрицательной частицей nie при глаголах, состоящих из одного слога: ˈnie krzycz «не кричи», ˈnie mam «не имею», ˈnie znał «(он) не знал»;
- с односложными предлогами при местоимениях: ˈbez nich «без них», ˈdo was «к вам», raz ˈna rok «раз в год»;
- с двусложными предлогами при местоимениях: beˈze mnie «без меня», poˈza mną «кроме меня».
- с предлогами в составе некоторых устойчивых выражений: coś za coś «услуга за услугу», pleść trzy po trzy «нести околесицу», wyjść za mąż «выйти замуж».

### Фразовое ударение
Фразовое ударение объединяет разные слова в одну фразу или предложение (если оно состоит из одной фразы). При постановке фразового ударения в одном из слов во фразе усиливается его словесное ударение. В польском языке наибольшая интенсивность ударения отмечается на ударной гласной последнего слова во фразе, а наименьшая — на ударной гласной первого слова. В соответствии с этим в конце фразы или предложения находится наиболее важное по смыслу слово и, напротив, слова, имеющие менее существенное значение, разного рода дополнения, а также служебные слова в конце предложения не ставятся. Перенос фразового ударения на слово, не являющееся во фразе последним, считается допустимым, если есть необходимость выделить какой-либо другой элемент фразы, хоть это и будет отступлением от естественного произношения: Ten pałac był zawsze ich własnością «Этот дворец всегда был их собственностью».

### Случаи ненормативного ударения
В разговорной речи в современном польском языке отмечается сильная тенденция ставить ударение на второй слог от конца во всех типах форм и слов. Прежде всего это характерно для речи молодого поколения. Тем не менее, такой тип ударения не допускается языковыми нормами польского стандартного языка.
В следующих случаях ударение на предпоследнем слоге в словах рассматривается как допустимый вариант для разговорной речи, хотя, согласно литературной норме, ударение необходимо ставить на третьем от конца слова слоге:
- в формах глаголов 1-го и 2-го лица множественного числа сослагательного наклонения;
- в формах 1-го, 2-го и 3-го лица единственного числа, а также и 3-го лица множественного числа прошедшего времени сослагательного наклонения;
- в словах, заканчивающихся на -ika/-yka.

Тенденции постановки ударения, не допускаемые литературной нормой:
- ударение на первом слоге, особенно в публичных выступлениях: ˈogromne znaczenie «большое значение», ˈpodpisanie umowy «подписание договора»;
- ударение на третьем слоге от конца слога в некоторых группах слов, в которых ударение по норме должно ставиться на предпоследнем слоге:
  - atˈmosfera «атмосфера», ˈkapitan «капитан», ˈoficer «офицер», ˈwizyta «визит» (слова, не имеющие латинского происхождения);
  - bibliˈoteka «библиотека», eˈpiskopat «епископат, епископство», ˈliceum «лицей», ˈmuzeum «музей» (слова, имеющие латинское происхождение, с исконным ударением на предпоследнем слоге);
  - ˈboisko «спортивная площадка», ˈnauka «наука», ˈróżnica «разница, различие», biˈjatyka «драка, потасовка», *piˈjatyka «пьянка» (польские слова, не являющиеся заимствованиями).

## История
Памятники польского языка не содержат данных, достаточных для исследования истории ударения, поэтому современные знания основаны главным образом на гипотезах, сравнительно-историческом методе и архаизмах, сохранившихся в польских диалектах.
Польский язык унаследовал от праславянского языка свободное (падающее в разных словах на разные слоги) и подвижное ударение (меняющее своё место в разных словоформах одного слова). До настоящего времени такой тип ударения сохранился в говорах севернокашубского диалекта, а также в русском, белорусском, болгарском и некоторых других славянских языках. Ударение в праславянском было музыкальным, в нём различались восходящая интонация (акут) и нисходящая интонация (циркумфлекс). В польском языке следы таких интонационных различий сохранились лишь частично. Праславянский новый акут отразился в древнепольском как долгота гласного (król), в то время как акут и циркумфлекс — как краткость (krowa). Частично сохранились также характерные для праславянского языка различия долготы и краткости ударных и безударных гласных. Впоследствии количественное противопоставление сменилось качественным: долгие гласные отразились как ą, ó (в диалектах также å и é), а краткие как ę, o, a и e
В древнепольский период (со второй половины XII века до рубежа XV и XVI веков) польское словесное ударение претерпело ряд существенных изменений. В XIII веке в польском языке, вероятнее всего, ещё сохранялось свободное и подвижное ударение. Но уже к XIV веку в польском установилось фиксированное инициальное ударение, всегда падающее на первый слог слова. Такой тип ударения выступает в современных западнославянских языках — в чешском, словацком, нижнелужицком и верхнелужицком, а также в южнокашубских говорах. В польском языковом ареале инициальное ударение сохранилось в подгальских говорах. Сохранению этого архаизма способствовала относительная изоляция подгальского диалектного ареала — периферийное положение Подгалья на границе с областью распространения словацкого языка и наличие в прошлом лесистых территорий в Бескидах, которые отделяли подгальскую территорию от остального ареала малопольских говоров.
На рубеже XV и XVI веков словесное ударение в польском языке перешло с первого слога на предпоследний. Данный процесс был одним из ряда фонетических процессов, который завершал древнепольский период и начинал среднепольский период истории польского языка. Парокситоническое ударение сначала появилось в многосложных словах как второстепенное ударение по отношению к инициальному ударению и со временем стало основным ударением, полностью вытеснив ударение на первый слог. Постепенно ударение в более коротких словах стало уподобляться ударению в многосложных словах с ударением на предпоследнем слоге (в односложных и двусложных словах инициальное и парокситоническое ударение падают на один и тот же слог — первый, он же одновременно с этим — предпоследний). Парокситоническое ударение изначально распространилось, по-видимому, в центральной Польше, а затем постепенно охватило периферийные районы польского языкового ареала. Стабилизация парокситонического ударения в польском языке длилась с XVI по XVIII век. Наиболее ранним письменным свидетельством распространения парокситонического ударения является сообщение Г. Кнапского в его словаре, изданном в 1621 году: Natężanie, podnoszenie z przedłużaniem sylab w mowie, w słowiech.
В начале новопольского периода (вторая половина XVIII века) в польском языке изменился тип ударения в фонетическом слове (в группе слов с самостоятельным и несамостоятельным словом с точки зрения ударения — проклитикой или энклитикой). Если раньше ударение падало на предпоследний слог фонетического слова, то в конце XVIII века стало падать на предпоследний слог самостоятельного слова: staˈło się → ˈstało się «стало, сделалось».